# Austrálie na Hopmanově poháru
Austrálie na Hopmanově poháru startovala ve všech ročnících, poprvé v roce 1989.
Nejlepším výsledkem jsou dvě turnajová vítězství. V roce 1999 australský tým vyhrál ve složení Mark Philippoussis a Jelena Dokićová. Druhý triumf přidalo roku 2016 družstvo Zelené Austrálie, s debutujícími Nickem Kyrgiosem a Darjou Gavrilovovou. V letech 1989 a 2003 se družstvo probojovalo do finále, z nichž odešlo poraženo. 
Týmovým statistikám vévodí Lleyton Hewitt, který zaznamenal nejvíce startů v osmi ročnících, nejvyššího počtu dvaceti pěti vyhraných zápasů, z toho patnácti dvouher a deseti čtyřher. S Alicií Molikovou, jež také zvítězila v deseti deblových urkáních, vytvořil Hewitt nejlepší australský pár s aktivní bilancí mixů 7–2.
Během 28. ročníku turnaje, v roce 2016, premiérově do turnaje zasáhla dvě australská družstva: Zlaté (Australia Gold) a Zelené (Australia Green). Za první z nich nastoupila bývalá světová jednička Lleyton Hewitt a Jarmila Wolfeová, která nahradila zraněnou Dellacquovou. Ve vítězném Zeleném týmu hráli Nick Kyrgios a Darja Gavrilovová.

## Tenisté
Tabulka uvádí seznam australských tenistů, kteří reprezentovali stát na Hopmanově poháru.
| Jméno               | Celkem | Dvouhra | Čtyřhra | Poprvé | Startů |
| ------------------- | ------ | ------- | ------- | ------ | ------ |
| Wayne Arthurs       | 0–2    | 0–1     | 0–1     | 2006   | 1      |
| Paul Baccanello1    | 0–2    | 0–1     | 0–1     | 2005   | 1      |
| Ashleigh Bartyová   | 7–5    | 4–2     | 3–3     | 2013   | 2      |
| Nicole Bradtkeová2  | 12–8   | 4–6     | 8–2     | 1993   | 4      |
| Pat Cash            | 9–4    | 4–2     | 5–2     | 1989   | 3      |
| Casey Dellacquová   | 1–11   | 1–5     | 0–6     | 2009   | 2      |
| Jelena Dokićová     | 5–7    | 4–3     | 1–4     | 1999   | 2      |
| Matthew Ebden       | 3–5    | 1–3     | 2–2     | 2015   | 3      |
| Annabel Ellwoodová  | 3–3    | 1–2     | 2–1     | 1998   | 1      |
| Richard Fromberg    | 1–5    | 1–2     | 0–3     | 2001   | 1      |
| Darja Gavrilovová   | 7–12   | 4–6     | 3–6     | 2016   | 3      |
| Nathan Healy3       | 1–1    | 0–1     | 1–0     | 2007   | 1      |
| Lleyton Hewitt      | 25–20  | 15–9    | 10–11   | 2002   | 8      |
| Thanasi Kokkinakis  | 2–4    | 2–1     | 0–3     | 2018   | 1      |
| Nick Kyrgios        | 9–3    | 6–1     | 3–2     | 2016   | 1      |
| Peter Luczak        | 2–4    | 1–2     | 1–2     | 2008   | 1      |
| Hana Mandlíková     | 6–5    | 2–3     | 4–2     | 1989   | 2      |
| Wally Masur         | 6–4    | 2–3     | 4–1     | 1993   | 2      |
| Marinko Matosevic5  | 1–3    | 1–1     | 0–2     | 2015   | 1      |
| Rachel McQuillanová | 0–2    | 0–2     | 0–2     | 1992   | 1      |
| Alicia Moliková     | 23–14  | 13–8    | 10–6    | 2002   | 7      |
| Mark Philippoussis  | 15–13  | 9–7     | 6–6     | 1996   | 6      |
| Nicole Prattová     | 0–6    | 0–3     | 0–3     | 2001   | 1      |
| Kristine Radfordová | 2–2    | 0–2     | 2–0     | 1995   | 1      |
| Pat Rafter          | 5–1    | 3–0     | 2–1     | 1998   | 1      |
| Todd Reid4          | 1–3    | 0–2     | 1–1     | 2006   | 1      |
| Elizabeth Smylieová | 1–3    | 0–2     | 1–1     | 1991   | 1      |
| Samantha Stosurová  | 6–12   | 4–5     | 2–7     | 2006   | 3      |
| Bernard Tomic       | 7–5    | 5–1     | 2–4     | 2013   | 2      |
| Jarmila Wolfeová6   | 5–7    | 2–4     | 3–3     | 2012   | 2      |
| Todd Woodbridge     | 0–2    | 0–1     | 0–1     | 1992   | 2      |
| Mark Woodforde      | 4–2    | 2–1     | 2–1     | 1990   | 1      |

- 1 Baccanello nahradil Marka Philippoussise v roce 2005 v utkání proti USA, který si natrhl začátek přitahovače v třísle.[3]
- 2 Bradtkeová startovala v prvních dvou ze čtyř účastí pod dívčím jménem Provisová.
- 3 Healy odehrál finále v roce 2007 proti USA poté, co si Mark Philippoussis zranil pravé koleno v utkání s Francií.[4]
- 4 Reid nastoupil v roce 2006 poté, co nahradil Wayna Arthurse, který si natrhl lýtkový sval.[5]
- 5 Matosevic nahradil v roce 2015 zraněného Ebdena po prvním mezistátním zápase.
- 6 Wolfeová soutěžila při premiérovém startu v roce 2012 pod rodným příjmením Gajdošová.

## Výsledky
| Rok              | Fáze soutěže     | Místo konání         | Soupeř          | Výsledek | Stav   |
| ---------------- | ---------------- | -------------------- | --------------- | -------- | ------ |
| 1989             | 1. kolo          | Burswood Dome, Perth | Velká Británie  | 2–1      | výhra  |
| 1989             | semifinále       | Burswood Dome, Perth | Západní Německo | 2–1      | výhra  |
| 1989             | finále           | Burswood Dome, Perth | Československo  | 0–2      | prohra |
| 1990             | 1. kolo          | Burswood Dome, Perth | Jugoslávie      | 3–0      | výhra  |
| 1990             | čtvrtfinále      | Burswood Dome, Perth | Sovětský svaz   | 3–0      | výhra  |
| 1990             | semifinále       | Burswood Dome, Perth | Spojené státy   | 0–3      | prohra |
| 1991             | 1. kolo          | Burswood Dome, Perth | Velká Británie  | 2–1      | výhra  |
| 1991             | čtvrtfinále      | Burswood Dome, Perth | Švýcarsko       | 0–3      | prohra |
| 1992             | 1. kolo          | Burswood Dome, Perth | Nizozemsko      | 0–3      | prohra |
| 1993             | 1. kolo          | Burswood Dome, Perth | Jižní Afrika    | 3–0      | výhra  |
| 1993             | čtvrtfinále      | Burswood Dome, Perth | Česko           | 1–2      | prohra |
| 1994             | 1. kolo          | Burswood Dome, Perth | Švédsko         | 2–1      | výhra  |
| 1994             | čtvrtfinále      | Burswood Dome, Perth | Francie         | 3–0      | výhra  |
| 1994             | semifinále       | Burswood Dome, Perth | Česko           | 1–2      | prohra |
| 1995             | 1. kolo          | Burswood Dome, Perth | Jižní Afrika    | 2–1      | výhra  |
| 1995             | čtvrtfinále      | Burswood Dome, Perth | Česko           | 1–2      | prohra |
| 1996             | základní skupina | Burswood Dome, Perth | Švýcarsko       | 1–2      | prohra |
| 1996             | základní skupina | Burswood Dome, Perth | Německo         | 1–2      | prohra |
| 1996             | základní skupina | Burswood Dome, Perth | Nizozemsko      | 2–1      | výhra  |
| 1997             | základní skupina | Burswood Dome, Perth | Chorvatsko      | 1–2      | prohra |
| 1997             | základní skupina | Burswood Dome, Perth | Francie         | 2–1      | výhra  |
| 1997             | základní skupina | Burswood Dome, Perth | Spojené státy   | 1–2      | prohra |
| 1998             | základní skupina | Burswood Dome, Perth | Švédsko         | 3–0      | výhra  |
| 1998             | základní skupina | Burswood Dome, Perth | Španělsko       | 2–1      | výhra  |
| 1998             | základní skupina | Burswood Dome, Perth | Slovensko       | 1–2      | prohra |
| 1999             | základní skupina | Burswood Dome, Perth | Jižní Afrika    | 1–2      | prohra |
| 1999             | základní skupina | Burswood Dome, Perth | Španělsko       | 3–0      | výhra  |
| 1999             | základní skupina | Burswood Dome, Perth | Francie         | 2–1      | výhra  |
| 1999             | finále           | Burswood Dome, Perth | Švédsko         | 2–1      | vítěz  |
| 20001)           | základní skupina | Burswood Dome, Perth | Thajsko         | 1–2      | prohra |
| 20001)           | základní skupina | Burswood Dome, Perth | Rakousko        | 2–1      | výhra  |
| 20001)           | základní skupina | Burswood Dome, Perth | Japonsko        | 0–3      | prohra |
| 2001             | základní skupina | Burswood Dome, Perth | Jižní Afrika    | 1–2      | prohra |
| 2001             | základní skupina | Burswood Dome, Perth | Švýcarsko       | 0–3      | prohra |
| 2001             | základní skupina | Burswood Dome, Perth | Thajsko         | 0–3      | prohra |
| 20022)           | základní skupina | Burswood Dome, Perth | Švýcarsko       | 3–0      | výhra  |
| 20022)           | základní skupina | Burswood Dome, Perth | Argentina       | 2–1      | výhra  |
| 20022)           | základní skupina | Burswood Dome, Perth | Španělsko       | 0–3      | prohra |
| 2003             | základní skupina | Burswood Dome, Perth | Itálie          | 3–0      | výhra  |
| 2003             | základní skupina | Burswood Dome, Perth | Slovensko       | 3–0      | výhra  |
| 2003             | základní skupina | Burswood Dome, Perth | Česko           | 2–1      | výhra  |
| 2003             | finále           | Burswood Dome, Perth | Spojené státy   | 0–3      | prohra |
| 20043)           | základní skupina | Burswood Dome, Perth | Maďarsko        | 3–0      | výhra  |
| 20043)           | základní skupina | Burswood Dome, Perth | Belgie          | 3–0      | výhra  |
| 20043)           | základní skupina | Burswood Dome, Perth | Slovensko       | 1–2      | prohra |
| 2005             | základní skupina | Burswood Dome, Perth | Slovensko       | 2–1      | výhra  |
| 2005             | základní skupina | Burswood Dome, Perth | Nizozemsko      | 1–2      | prohra |
| 2005             | základní skupina | Burswood Dome, Perth | Spojené státy   | 1–2      | prohra |
| 2006             | základní skupina | Burswood Dome, Perth | Německo         | 1–2      | prohra |
| 2006             | základní skupina | Burswood Dome, Perth | Nizozemsko      | 1–2      | prohra |
| 2006             | základní skupina | Burswood Dome, Perth | Argentina       | 2–1      | výhra  |
| 2007             | základní skupina | Burswood Dome, Perth | Rusko           | 2–1      | výhra  |
| 2007             | základní skupina | Burswood Dome, Perth | Francie         | 0–3      | prohra |
| 2007             | základní skupina | Burswood Dome, Perth | Spojené státy   | 2–1      | výhra  |
| 2008             | základní skupina | Burswood Dome, Perth | Česko           | 2–1      | výhra  |
| 2008             | základní skupina | Burswood Dome, Perth | Indie           | 1–2      | prohra |
| 2008             | základní skupina | Burswood Dome, Perth | Spojené státy   | 0–3      | prohra |
| 2009             | základní skupina | Burswood Dome, Perth | Německo         | 1–2      | prohra |
| 2009             | základní skupina | Burswood Dome, Perth | Slovensko       | 1–2      | prohra |
| 2009             | základní skupina | Burswood Dome, Perth | Spojené státy   | 1–2      | prohra |
| 2010             | základní skupina | Burswood Dome, Perth | Rumunsko        | 1–2      | prohra |
| 2010             | základní skupina | Burswood Dome, Perth | Spojené státy   | 2–1      | výhra  |
| 2010             | základní skupina | Burswood Dome, Perth | Španělsko       | 0–3      | prohra |
| 2011             | základní skupina | Burswood Dome, Perth | Belgie          | 2–1      | výhra  |
| 2011             | základní skupina | Burswood Dome, Perth | Srbsko          | 0–3      | prohra |
| 2011             | základní skupina | Burswood Dome, Perth | Kazachstán      | 3–0      | výhra  |
| 2012             | základní skupina | Burswood Dome, Perth | Španělsko       | 1–2      | prohra |
| 2012             | základní skupina | Burswood Dome, Perth | Francie         | 0–3      | prohra |
| 2012             | základní skupina | Burswood Dome, Perth | Čína            | 2–1      | výhra  |
| 2013             | základní skupina | Perth Arena, Perth   | Německo         | 3–0      | výhra  |
| 2013             | základní skupina | Perth Arena, Perth   | Srbsko          | 1–2      | prohra |
| 2013             | základní skupina | Perth Arena, Perth   | Itálie          | 2–1      | výhra  |
| 2014             | základní skupina | Perth Arena, Perth   | Kanada          | 1–2      | prohra |
| 2014             | základní skupina | Perth Arena, Perth   | Itálie          | 1–2      | prohra |
| 2014             | základní skupina | Perth Arena, Perth   | Polsko          | 1–2      | prohra |
| 2015             | základní skupina | Perth Arena, Perth   | Polsko          | 0–3      | prohra |
| 2015             | základní skupina | Perth Arena, Perth   | Francie         | 1–2      | prohra |
| 2015             | základní skupina | Perth Arena, Perth   | Velká Británie  | 0–3      | prohra |
| 2016 4 Zlatý tým | základní skupina | Perth Arena, Perth   | Česko           | 0–3      | prohra |
| 2016 4 Zlatý tým | základní skupina | Perth Arena, Perth   | Spojené státy   | 3–0      | výhra  |
| 2016 4 Zlatý tým | základní skupina | Perth Arena, Perth   | Ukrajina        | 1–2      | prohra |
| 20164 Zelený tým | základní skupina | Perth Arena, Perth   | Německo         | 3–0      | výhra  |
| 20164 Zelený tým | základní skupina | Perth Arena, Perth   | Velká Británie  | 2–1      | výhra  |
| 20164 Zelený tým | základní skupina | Perth Arena, Perth   | Francie         | 2–1      | výhra  |
| 20164 Zelený tým | finále           | Perth Arena, Perth   | Ukrajina        | 2–0      | vítěz  |
| 2017             | základní skupina | Perth Arena, Perth   | Španělsko       | 1–2      | prohra |
| 2017             | základní skupina | Perth Arena, Perth   | Česko           | 1–2      | prohra |
| 2017             | základní skupina | Perth Arena, Perth   | Spojené státy   | 1–2      | prohra |
| 2018             | základní skupina | Perth Arena, Perth   | Kanada          | 2–1      | výhra  |
| 2018             | základní skupina | Perth Arena, Perth   | Belgie          | 0–3      | prohra |
| 2018             | základní skupina | Perth Arena, Perth   | Německo         | 1–2      | prohra |
| 2019             | základní skupina | Perth Arena, Perth   | Francie         | 2–1      | výhra  |
| 2019             | základní skupina | Perth Arena, Perth   | Španělsko       | 2–1      | výhra  |
| 2019             | základní skupina | Perth Arena, Perth   | Německo         | 1–2      | prohra |

- 1) Dvě prohry ve finále se udály bez boje poté, co Mark Philippoussis nemohl nastoupit ke dvouhře ani smíšené čtyřhře.
- 2) Austrálie byla nucena vzdát zápas se Španělskem poté, co byly Lleytonu Hewittovi disagnostikovány plané neštovice.[6]
- 3) V zápase proti Slovensku Alicia Moliková skrečovala dvouhru a vzdala smíšenou čtyřhru pro zranění nohy. Přesto Austrálie vyhrála skupinu, ale do finále nenastoupila.[7]
- 4) Austrálii poprvé reprezentovaly dva týmy – Zlatý a Zelený.